# Karpatia
Karpatia – polski zespół folkowy grający muzykę Karpat.
Zespół tworzą muzycy polscy i mołdawscy, specjalizujący się w grze na instrumentach etnicznych. Dumitru Harea jest absolwentem klasy fletni Pana Konserwatorium Muzycznym w Kiszyniowie, Tomasz Drabina ukończył klasę akordeonu w Akademii Muzycznej w Poznaniu, Bartek Marduła i Staś Bafia to studenci lutnictwa poznańskiej Akademii Muzycznej oraz perkusjonistka Patrycja Napierała. 
Kapela wykonuje tradycyjny folklor Rumunii, Mołdawii, Węgier, Słowacji i Polski muzycznie związany z kulturą Karpat. Grają mołdawskie i rumuńskie hory, serby, doiny, węgierskie verbunki, słowackie czardasze i polki oraz nuty polskie. Udanie łączą brzmienie tradycyjnych kapel południowych Karpat ze swobodnymi improwizacjami.
Zespół zdobył w 2007 Grand Prix na Festiwalu Nowa Tradycja (ex aequo z zespołami Maćko Korba oraz  Niedźwiecki/Żak/Kierzkowski/Pulcyn).

## Skład zespołu
- Dumitru Harea - fletnia Pana, piszczałki, okaryna
- Bartek Marduła - skrzypce, śpiew
- Tomek Drabina - akordeon, śpiew
- Staszek Bafia - kontrabas, śpiew
- Patrycja Napierała - instrumenty perkusyjne